# Azur Korlatović
Azur Korlatović (Tuzla, 1º febbraio 1971) è un ex cestista bosniaco.

## Carriera
Con la Bosnia ed Erzegovina ha disputato i Campionati europei del 1997.

## Palmarès
- Coppa di Bosnia ed Erzegovina: 5

Sloboda Tuzla: 1995, 1996, 1997, 1999, 2001